# Championnats du monde de duathlon 2009
Navigation
Édition précédente Édition suivante
Les Championnats du monde de duathlon 2009 présentent les résultats des championnats mondiaux de duathlon en 2009 organisés par la fédération internationale de triathlon.
Les 20e championnats se sont déroulés à Concord aux États-Unis le 26 septembre 2009.

## Résultats

### Élite
Distances parcourues
| Distances course (kilomètres) | Distances course (kilomètres) | Distances course (kilomètres) |
| Course à pied                 | Cyclisme                      | Course à pied                 |
| ----------------------------- | ----------------------------- | ----------------------------- |
| 10                            | 40                            | 5                             |

| Rang               | Athlète          | Pays       | Temps           |
| ------------------ | ---------------- | ---------- | --------------- |
| Médaille d'or      | Jarrod Shoemaker | États-Unis | 1 h 49 min 01 s |
| Médaille d'argent  | Damien Derobert  | France     | 1 h 49 min 03 s |
| Médaille de bronze | Jurgen Dereere   | Belgique   | 1 h 49 min 09 s |

| Rang               | Athlète          | Pays     | Temps           |
| ------------------ | ---------------- | -------- | --------------- |
| Médaille d'or      | Vendula Frintová | Tchéquie | 2 h 08 min 17 s |
| Médaille d'argent  | Sandra Levenez   | France   | 2 h 08 min 22 s |
| Médaille de bronze | Ana Burgos       | Espagne  | 2 h 08 min 30 s |

### Moins de 23 ans
Distances parcourues
| Distances course (kilomètres) | Distances course (kilomètres) | Distances course (kilomètres) |
| Course à pied                 | Cyclisme                      | Course à pied                 |
| ----------------------------- | ----------------------------- | ----------------------------- |
| 10                            | 40                            | 5                             |

| Rang               | Athlète           | Pays     | Temps           |
| ------------------ | ----------------- | -------- | --------------- |
| Médaille d'or      | Alessandro Fabian | Italie   | 1 h 49 min 50 s |
| Médaille d'argent  | Antoine Duvivier  | Belgique | 1 h 50 min 03 s |
| Médaille de bronze | Tiago Silva       | Portugal | 1 h 50 min 07 s |

| Rang               | Athlète               | Pays    | Temps           |
| ------------------ | --------------------- | ------- | --------------- |
| Médaille d'or      | Evgenia Sukhochenkova | Russie  | 2 h 09 min 04 s |
| Médaille d'argent  | Kinga Lauf            | Hongrie | 2 h 23 min 21 s |
| Médaille de bronze |                       |         |                 |

### Junior
Distances parcourues
| Distances course (kilomètres) | Distances course (kilomètres) | Distances course (kilomètres) |
| Course à pied                 | Cyclisme                      | Course à pied                 |
| ----------------------------- | ----------------------------- | ----------------------------- |
| 5                             | 20                            | 2,5                           |

| Rang               | Athlète         | Pays       | Temps       |
| ------------------ | --------------- | ---------- | ----------- |
| Médaille d'or      | Lukas Verzbicas | États-Unis | 55 min 29 s |
| Médaille d'argent  | Mario Mola      | Espagne    | 55 min 38 s |
| Médaille de bronze | Carlos Chavez   | Mexique    | 55 min 59 s |

| Rang               | Athlète               | Pays        | Temps           |
| ------------------ | --------------------- | ----------- | --------------- |
| Médaille d'or      | Sophie Coleman        | Royaume-Uni | 1 h 04 min 30 s |
| Médaille d'argent  | Vicky Graves          | Royaume-Uni | 1 h 04 min 42 s |
| Médaille de bronze | Marjon van der Wansem | Pays-Bas    | 1 h 04 min 49 s |

## Tableau des médailles
| Rang  | Nation      | Or | Argent | Bronze | Total |
| ----- | ----------- | -- | ------ | ------ | ----- |
| 1     | États-Unis  | 2  | 0      | 0      | 2     |
| 2     | Royaume-Uni | 1  | 1      | 0      | 2     |
| 3     | Italie      | 1  | 0      | 0      | 1     |
| -     | Tchéquie    | 1  | 0      | 0      | 1     |
| -     | Russie      | 1  | 0      | 0      | 1     |
| 6     | France      | 0  | 2      | 0      | 2     |
| 7     | Belgique    | 0  | 1      | 1      | 2     |
| -     | Espagne     | 0  | 1      | 1      | 2     |
| 9     | Hongrie     | 0  | 1      | 0      | 1     |
| 10    | Mexique     | 0  | 0      | 1      | 1     |
| -     | Pays-Bas    | 0  | 0      | 1      | 1     |
| -     | Portugal    | 0  | 0      | 1      | 1     |
| Total | Total       | 6  | 6      | 5      | 17    |